# 11737 Gregneat
11737 Gregneat è un asteroide della fascia principale. Scoperto nel 1998, presenta un'orbita caratterizzata da un semiasse maggiore pari a 2,4291600 au e da un'eccentricità di 0,0263115, inclinata di 3,88112° rispetto all'eclittica.